# Bosznia-Hercegovina történelme
Bosznia-Hercegovina történelme visszanyúlik az újkőkorra, hiszen ekkor már illír törzsek éltek itt. A kereszténység az 1. évszázad végén való megjelenését követően, a Római Birodalom kettészakadása következtében a terület a Nyugatrómai Birodalom része lett, majd a 7. században Justinianus császár meghódította a területet Bizánc számára. 
 A 12. században Magyarország megszerezte a mai Bosznia-Hercegovina északi területeit, majd II. (Vak) Béla király Ráma néven a Magyar Szent Korona egy országává tette a területet. 1154-ben megalakult az első bosnyák állam, Borić bán vezetésével. A 15. században a bosnyák állam a török nyomás alatt széthullott, majd az Oszmán-Török Birodalom részévé vált és egészen a terület Osztrák-Magyar Monarchia általi 1878-as megszállásáig török terület is maradt. Az első világháború után a vesztes Monarchia kénytelen volt lemondani az 1908-ban annektált területről a szerb-horvát-szlovének javára, majd Jugoszlávia széthullásával az ország mai területe a Független Horvát Állam részévé vált. Jugoszlávia második megalapítását követően a szocialista föderáció tagköztársasága lett, majd egy 1989 és 1995 között folytatott, először csak fegyvertelen, később véres háborúba torkolló harc következtében az 1995-ben megkötött daytoni békének köszönhetően Bosznia-Hercegovina független, szuverén állam lett, de még rengeteg megoldandó problémája van, melyek közül a legjelentősebb az ország területén élő három nemzetiség (bosnyákok, horvátok és szerbek) közötti viták rendezése, valamint a gazdaság fejlesztése és egy nyugati színvonalú társadalom létrehozása.

## A szlávok megjelenése előtt
A bronzkor korai részében az újkőkori (idegen nevén neolitikus) lakosságot a viszonylag harciasabb – utódaik, leszármazottaik révén – napjainkban is az ország és Európa legtöbb országa területén élő indoeurópai törzsek váltották fel, őket nevezzük illíreknek, akik egyes elméletek szerint a délszlávok elődei. A Kr. e. 4–3. századi kelta vándorlás következtében a kelták részben keveredtek az illírekkel, ugyanakkor az illír törzsek egy részét elűzték. Biztos, tehát megbízható történelmi emlék ebből a korból alig maradt fent, de az biztos, hogy a térségben már ekkor is különböző nyelveken beszélő emberek éltek - akárcsak napjainkban. Az illírek és rómaiak közötti viszálykodások az első római–illír háborúval i. e. 229–228) kezdődtek el. A Római Birodalom azonban csak i. sz. 9 körül tudta az egész régiót elfoglalni. A Római Birodalom uralma alatt a birodalom minden provinciájából érkeztek latin nyelvű emberek, valamint a Római Birodalmat kiszolgáló, a rómaiak szuverenitását biztosító katonák települtek le az ország mai területén.

## Kora középkor és a 12-15. század

### Kora középkor
Egyes vélemények szerint az itt élők már az első évszázad vége felé felvették a kereszténységet, de erről megbízható, biztos forrás nem maradt fent. A Római Birodalom kettészakadása következtében, 337 és 395 között a térség provinciái - Illyricum, Dalmatia, valamint Pannonia - a Nyugatrómai Birodalom részévé váltak. A 600-as években a térség bizánci megszállás alá került. Ebben az időkben avarok és szlávok érkeztek a területre.

## Középkor
A 12. században Bosznia-Hercegovina mai területének északi területeit Magyarország szerezte meg. 1138-ban Vak Béla magyar király Ráma néven a magyar király fennhatósága alá tartozó államok egyikévé tette Boszniát. Bár 1160-ban a Bizánci Császárság elcsatolta, Bosznia az elkövetkező néhány évtizedben továbbra is magyar befolyás alatt maradt. 1154-ben Borić bán megalapította az első bosnyák államot.
Az első jelentős uralkodó ebben a középkori bosnyák országban Kulin  volt, aki majdnem 30 éven át vezette stabil és békés országát, valamint egyezményeket, megállapodásokat kötött Velencével és Raguzával. Ennek köszönhetően a bosnyák állam gazdasága megerősödött, stabil, virágzó gazdaságú országgá vált.
Az ország déli területein – Hercegovinában – fennmaradtak apró, hűbéres államok. Bosznia fénykorát Kotromanić Tvrtko irányítása alatt élte. Tvrtko egy valamennyire szuverén, viszonylag semleges államot hozott létrehozni. Tvrtko nem sokkal később befolyást szerzett Horvátországban, valamint Dalmáciában is, bár ezeken a területeken Magyarország befolyása is erős volt.
Az 1400-as évek közepe felé a törökök egyre növekvő fenyegetettsége következtében Bosznia széthullott. A Magyar Királyság ugyan elkezdett egy végvárrendszert kiépíteni Boszniában, azonban már túl késő volt, ugyanis 1482-re az ország egésze az Oszmán Birodalom részévé vált.

## Az oszmán-török uralom évszázadai
Miután az Oszmán Birodalom meghódította Bosznia-Hercegovina mai területét, egy új kor vette kezdetét az állam történelmében. Az országban és térségében jelentős politikai és kulturális arculatváltás vette kezdetét. A főnemesség elvesztette maradék hatalmát is, Bosznia pedig egyszerre vált az Oszmán Birodalom integráns tartományává és őrizte meg területi integritását, identitását (melyet a későbbi bosnyák nacionalizmus alapjának tartanak). Emellett a terület megtarthatta nevét is. Boszniában egy teljesen új földbirtoklási rendszert, valamint új közigazgatási felosztást és társadalmi rendszert vezettek be; ezek a változtatások érintették a kor boszniai politikai életét és társadalmi berendezkedését is. A társadalmi rendszert pedig alapjaiban szervezték át. Ez - valamint a törökök négyszáz éves uralma - mély nyomot hagyott Boszniában. A délszlávok közül talán egyedül a bosnyákok vették fel a muszlim vallást a legnagyobb számban, melynek következtében a Balkán és Európa egyik legnépesebb iszlám közössége alakult ki. Ugyanakkor az állam területén rengeteg zsidó is letelepedett. Bosznia ortodox közössége, amely eredetileg Hercegovinában és a Drina mellékén élt, a török időkben széttelepült az egész országban, így szórványban élő közösségé vált.
Az Oszmán Birodalom a 16. század végén kiterjedt Közép-Európáig. Bosznia-Hercegovina mai területén egy virágzó, általános jólétben élő társadalom jött létre, amelynek nem kellett végigszenvednie az 1500-as évek végétől kezdődő közép-kelet-európai török háborúzásokat. Mostar és a mai főváros, Szarajevó a térség kereskedelmi és kulturális központjává váltak. A szultánok támogatták a nagyobb városok kulturális életét – ld.: a Gázi Huszrev bég mecset, a mostari Öreg híd, a višegradi híd a Drinán, Szarajevó több jelentős, a török korban épült palotája stb.
A bosnyákok fontos szereplőivé váltak az Oszmán Birodalom kulturális, honvédelmi és politikai életének és több kiváló katona is kikerült a bosnyák népből. A magyarok, valamint a horvátok ellen rengeteg bosnyák harcolt a törökök oldalán a 16.-17. századi magyarországi harcokban, ezen csaták többségét a törökök meg is nyerték. Sok bosnyák került feljebb a török birodalom politikai vagy katonai ranglétrájában. Magas rangú katonák, politikusok kerültek ki a bosnyákok közül, tengerészek és értelmiségiek százai voltak ekkoriban bosnyákok az Oszmán Birodalomban. Sok bosnyák került más kontinensekre – elsősorban Afrikába és Ázsiába – ahol jelentős politikai vagy katonai (tengerészeti) szerepet töltöttek be. A bosnyák diaszpóra napjainkban is jelentős az egykor török uralom alatt álló területeken, a diaszpóra tagjaiban pedig aktívan él a bosnyák nemzeti öntudat.
A kései 17. század hadászati felsülései – a törökök által elvesztett egyre több csata - igencsak nagy mértékben kihatottak Bosznia helyzetére.
Magyarország elveszítése, valamint az 1699-es karlócai békemegállapodás következtében a mai Bosznia-Hercegovina területén lévő török vilajet lett az Oszmán Birodalom legnyugatabban fekvő tartománya.
Az egyre több katonai balsiker, a pestisjárványok és a bosnyákok lázadásai mind-mind a Török Birodalmat gyengítették. A szultánság vezetése által végrehajtott modernizációt, a Porta korszerűsítő szándékait Boszniában támogatták, bár a helyi nemesség elutasította az ajánlott reformokat. 1831-től a Portának egyre több boszniai felkeléssel kellett szembenéznie, melyeket végül 1850-re sikerült véglegesen felszámolni. 1875-ben Hercegovinában parasztlázadás robbant ki. A török-bosnyák konfliktus okozta válság elmélyült. Több balkáni állam, valamint a nagyhatalmak – főleg Németország és az Osztrák-Magyar Monarchia – beleavatkozott a boszniai helyzet rendezésébe. A berlini kongresszus 1878-ban az Osztrák-Magyar Monarchiának ítélte a terület igazgatását. A Monarchia így 1878-ban okkupálta – katonailag igazgatása alá helyezte – Boszniát és Hercegovinát, a törököket pedig kiűzték.

## Az osztrák-magyar fennhatóság (1878-1918)
Az Osztrák–Magyar Monarchia katonái néhány hónap alatt elfojtották a bosnyákok fegyveres ellenállását. Hercegovinában és több más országrészben is konfliktusok alakultak ki az osztrák-magyar megszálló erők és a helyi lakosság között. Muszlimok kisebb tömegei vándoroltak el az országból ebben az időben, főleg az Oszmán Birodalomba.
Az osztrák-magyar vezetés új politikai rendszert vezetett be Bosznia-Hercegovinában. A Monarchia egyfajta „mintagyarmatot” kívánt létrehozni Bosznia-Hercegovina területén, ezért sokat tettek az itt élő népek közötti viták rendezéséért. Korszerűsítették az ország gazdaságát és társadalmi rendszerét is. Bár az ország hivatalosan az Oszmán Birodalom szuverenitása alatt maradt, a gyakorlatban szinte teljesen osztrák-magyar uralom alá került a terület.
Bár a sikeres osztrák-magyar gazdaságpolitika javította Bosznia-Hercegovina életszínvonalát és az osztrák-magyar nemzetpolitika egy pluralista és soknemzetiségű boszniai társadalmat kívánt létrehozni, nem tudták megakadályozni az egyre növekvő nacionalizmust a Monarchia népei körében, amely egyre nagyobb vitákra adott okot az egyes népek között, főleg a soknemzetiségű Bosznia-Hercegovinában.
Miután a függetlenné váló Szerbia által szorgalmazott egységes délszláv állam ötlete felmerült, a később illirizmusnak elnevezett ideológia Bosznia-Hercegovinában is egyre népszerűbbé vált.
1908-ban Ausztria-Magyarország annektálta Bosznia-Hercegovinát, így az hivatalosan is a Monarchia részévé vált.
A politikai feszültségek 1914-re érte el tetőfokát, amikor június 28-án egy nacionalista szerb diák, Gavrilo Princip meggyilkolta az osztrák-magyar trónörököst, Ferenc Ferdinánd főherceget. A Szarajevóban kirobbant válság később szinte egész Európára kihatott és az első világháború kitöréséhez vezetett.

## Az első jugoszláv állam (1929-ig: Szerb-Horvát-Szlovén Királyság)
A Szerb-Horvát-Szlovén Királyság etnikai megoszlása 1921-ben a következő volt: 39% szerb, 23,9% horvát, 8,5% szlovén, 28,6% egyéb (bosnyákok, montenegróiak, magyarok, albánok stb.). Ekkoriban a bosnyákok többen voltak, mint a montenegróiak és a szlovének együttvéve.
Bosznia-Hercegovina területét kezdetben 33 megyére osztották, később viszont sikerült elérniük helyi politikusoknak, hogy 6 megyére osszák fel Boszniát, hasonlóan a 6 török kori szandzsákhoz. 1929-ben I. Sándor király átnevezte országát Jugoszláviára és királyi diktatúrát vezetett be. Ezt követően az ország területét bánságokra osztották fel, így nem volt akadálya a bosnyák entitás létrejöttének.
A szerb-horvát feszültség a jugoszláv állam megalakítása után is folytatódott, de a külön bosnyák igazgatási egység kialakítása iránt kevés megértést mutattak a felek, vagy teljesen elutasították azt. A híres 1939-es Cvetković-Maček egyezményben Bosznia lényeges részeit csatolták Horvátországhoz és Szerbiához. Külső politikai körülmények, Hitler Németországának felemelkedése nyomán Jugoszlávia aláírta a háromhatalmi egyezményt. Következmény: németellenes katonai puccs Jugoszláviában, végül Németország megtámadta Jugoszláviát 1941. április 6-án.

## A II. világháború
1941. április 6-án a Harmadik Birodalom megtámadta Jugoszláviát, mivel az államcsíny következtében számára kedvezőtlen helyzet állt elő, és mivel a Balkán félszigeten nem látta biztosítva érdekeit, nem volt biztosítva az összeköttetés Görögországgal, ahol a vereségeket szenvedő olasz csapatok miatt súlyos helyzet állt elő. Reggel 5:15-kor német, olasz, és bolgár csapatok támadták meg Jugoszláviát. A német légierő egy héten át bombázta Belgrádot és más nagy jugoszláv városokat. A királyi hadsereg április 17-én kapitulált. A kormány Londonba emigrált. Bosznia-Hercegovina a Független Horvát Állam részévé vált, ahogy a Vajdaság nyugati harmada és Horvátország legnagyobb része is. A bosnyákok maguk is részt vett különböző módon a harcokban az évek során, 1941-1945 között. A kisebbségben élő boszniai horvátok aktívan támogatták az usztasa politikáját. 1941. április 16-án német csapatok vonultak be Szarajevóba és feldúlták a helyi zsinagógát. Júniusban irtóhadjárat kezdődött a boszniai zsidók ellen. Egyes becslések szerint a háború után több tízezer zsidót öltek meg Bosznia területén. A zsidókat főleg az usztasa mozgalom végeztette ki, amely a németeket szolgálta ki. Nem sokkal később kiszélesítették az irtóhadjáratot, a szerbeket, majd egyes bosnyák származású falusiakat is megölték, utóbbi csoportból főleg azokat, akik nem voltak hajlandóak együttműködni a németekkel és az usztasa mozgalommal. Az ellenállási mozgalomhoz több ezer boszniai szerb csatlakozott. A csetnikek és a kommunista partizánok már 1941 októberében megszervezték az ellenállást.
1942 nyarán kommunista partizánok megalapították Jugoszlávia Népfelszabadító Antifasiszta Tanácsát (AVNOJ). 1943 elején a német vezetés úgy döntött, hogy kiűzi a Tito vezette kommunistákat a környékről. Attól féltek, hogy a szövetségesek partra szállhatnak a dalmát tengerparton, ezért megerősítették a hátország védelmét. 1943 májusában a német csapatok lefegyverezték a környékbeli csetnikeket, majd a partizánok ellen indítottak támadást. Erőszakos összecsapásokra került sor, de a gerillák áttörték az ostromgyűrűt és Dél-Bosznia felé vették az irányt. Az AVNOJ 1943 nyarán megállapodott az újraegyesítendő Jugoszlávia közigazgatásáról. A tervek alapján Jugoszlávia egy szövetségi állammá alakulna, amelyben hat köztársaság lenne, közöttük a Bosznia-Hercegovinai Népköztársaság is. Tito felismerte, hogy a jugoszláviai nemzetiségeknek igényük van az autonómiára, ezért megpróbálta a tervezett új államban csökkenteni Szerbia politikai-társadalmi-gazdasági súlyát.
1944-től Tito szövetséges támogatása erősödni kezdett. Titohoz állt több horvát és bosnyák harcos is, akik elégedetlenek voltak az usztasa rezsim irányításával.
1945-ben létrejött a Jugoszláv Szövetségi Népköztársaság, Bosznia-Hercegovina pedig egy tagköztársasággá vált.

## A második Jugoszlávia
Jugoszlávia újjáalakulását követően Bosznia-Hercegovina az államszövetség tagállamává vált, Szarajevó fővárossal.

## Jugoszlávia felbomlása
Az 1974-ben elfogadott új alkotmány jelentősen növelte a tagköztársaságok - így Bosznia-Hercegovina - önállóságát is. Az 1980-as években a kommunizmus gyengülni látszott. Josip Broz Tito halála után meghatározott rotáció szerint cserélődtek a testület élén álló elnökök. Az elnökség tagjai azonban egyre inkább saját köztársaságuk érdekét igyekeztek előtérbe helyezni, ami elkerülhetetlen ellentétekhez vezettek. Hasonló folyamat játszódott le a pártvezetésen belül is. Végül nemzeti és nemzetiségi ellentétekbe, majd fegyveres összecsapásokba torkollott. Előbb Horvátországban, ezt követően Bosznia-Hercegovinában belháború tört ki. 1986 májusában Slobodan Milošević lett a szerbiai kommunista párt vezetője.
Jugoszlávia szétesésének főbb állomásai:
- 1989: Slobodan Milošević megszüntette a tartományok autonómiáját
- 1990 januárja: Milosevics az országot vezető elnökségben az „egy ember-egy szavazat” elvét akarja érvényesíteni, ami a Szerbia által dominált Vajdaság, Koszovó és Montenegró révén a szerb pozíciók jelentős erősítését jelentette volna. A többi tagköztársaság küldötte tiltakozott.
- 1991. június 25.: Szlovénia és Horvátország kikiáltotta függetlenségét
- 1991. október 8.: A horvát parlament megkezdte üléseit
- 1992. január 15.: Szlovénia és Horvátország nemzetközi elismerése
- 1992. április 6.: Bosznia-Hercegovina függetlenségének elismerése
- 1992. április 28.: A Jugoszláv Szocialista Szövetségi Köztársaság megszűnése

## A jelenkori Bosznia-Hercegovina
2022-től az Európai Unió tagjelöltje.

## Fordítás
- Ez a szócikk részben vagy egészben  a   History of Bosnia and Hercegovina című angol Wikipédia-szócikk fordításán alapul.  Az eredeti cikk szerkesztőit annak laptörténete sorolja fel. Ez a jelzés csupán a megfogalmazás eredetét és a szerzői jogokat jelzi, nem szolgál a cikkben szereplő információk forrásmegjelöléseként.
- Ez a szócikk részben vagy egészben  a   Geschichte von Bosnien und Herzegowina című német Wikipédia-szócikk fordításán alapul.  Az eredeti cikk szerkesztőit annak laptörténete sorolja fel. Ez a jelzés csupán a megfogalmazás eredetét és a szerzői jogokat jelzi, nem szolgál a cikkben szereplő információk forrásmegjelöléseként.